# Mycomya indistincta
Mycomya indistincta är en tvåvingeart som beskrevs av Polevoi 1995. Mycomya indistincta ingår i släktet Mycomya och familjen svampmyggor. Arten har ej påträffats i Sverige. Inga underarter finns listade i Catalogue of Life.